# Marquesado de Casa León
El marquesado de Casa León es un título nobiliario español concedido con el vizcondado previo de Cueva Santa por las Cortes de Cádiz el 14 de octubre de 1809 y confirmado mediante real despacho del 1 de noviembre del mismo año, por el rey Fernando VII, en favor de Antonio Vicente Fernández de León e Ibarra, gobernador de Venezuela y diputado a Cortes por Caracas.

## Marqueses de Casa León
|                           | Titular                                    | Periodo                   |
| Creación por Fernando VII | Creación por Fernando VII                  | Creación por Fernando VII |
| ------------------------- | ------------------------------------------ | ------------------------- |
| I                         | Antonio Vicente Fernández de León e Ibarra | 1809-1826                 |
| II                        | José María Monserrate León                 | 1838-1896                 |
| III                       | Francisco Marín y Daza                     | 1901-1902                 |
| IV                        | Arturo Daza y Campos                       | 1908-¿?                   |
| V                         | María Concepción Daza y Ansótegui          | 1960-¿?                   |
| VI                        | Sergio Daza del Castillo                   | 2000-hoy                  |

## Historia de los marqueses de Casa León
- Antonio Vicente Fernández de León e Ibarra (m. Puerto Rico, 1826), I marqués de Casa León.[1]

En 1838 le sucedió:
- José María Monserrate León (m. Caracas, 1896), II marqués de Casa León.[1]

Casó con Teresa de Herrera. Sin descendencia. El 6 de abril de 1901 le sucedió su sobrino:
- Francisco Marín y Daza (m. Madrid, 15 de noviembre de 1902), III marqués de Casa León.[1]

El 9 de abril de 1908 le sucedió su sobrino:
- Arturo Daza y Campos (n. Madrid, 20 de abril de 1865), IV marqués de Casa León.[1]

Casó el 3 de febrero de 1912, en Bilbao, con Elvira de Ansótegui y Urigüen (n. 1879). El 18 de marzo de 1960, previa orden del 30 de diciembre de 1959 para que se expida la correspondiente carta de sucesión (BOE del 13 de enero siguiente), le sucedió su hija:
- María Concepción Daza y Ansótegui (n. Madrid, 4 de enero de 1914), V marquesa de Casa León.[1]

El 10 de mayo del 2000, previa orden del 29 de febrero para que se expida la correspondiente carta de sucesión (BOE del 14 de abril), le sucedió:
- Sergio Daza del Castillo, VI marqués de Casa León.[3]